# Мысов, Леонид Дмитриевич
Леонид Дмитриевич Мысов (10 сентября 1923, п. Петровский, Челябинский уезд, Челябинская губерния, РСФСР, СССР — 7 февраля 1981) — советский партийный и государственный деятель. Председатель исполкома Евпаторийского горсовета (1963—1973). Председатель исполкома Симферопольского горсовета (1973—1974).

## Биография
Родился 10 сентября 1923 года в посёлке Петровском Челябинского уезда Челябинской губернии.
В сентябре 1941 году добровольцем ушел на фронт. Член КПСС с 1942 годы. Служил в 51 гвардейском артиллерийском полку 3-й гвардейской дивизии, капитан. Награждён орденами и медалями. В послевоенное время на партийной работе вырос в звании до подполковника.
После войны в райкоме партии, затем секретарем Полтавского обкома ЛКСМ Украины. Окончил Центральную комсомольскую школу при ЦК ВЛКСМ, работал на комсомольской и партработе. Окончил заочно ВПШ при ЦК КПСС. Обучался в аспирантуре при Львовском университете, кандидат исторических наук. Секретарь Стрийского горкома партии, заведующий отделом административных органов Львовского обкома КПУ.
С 26 января 1963 и по 22 мая 1973 года председатель исполкома Евпаторийского горсовета. За годы его деятельности горисполком активно занимался расширением улиц, асфальтированием, сносом многочисленных глухих заборов в старом городе. Были реконструированы улицы им. Ульянова, Интернациональная, Гоголя, Фрунзе, пр. Победы. Построены и открыты здание морвокзала, пивоваренный завод, столовая лечебного питания, станция Юных техников, заложен детский парк им. Ленина, была открыта новая городская поликлиника, АТС на 10 тыс. абонентов, проложен водовод длиной 40 км из Альминской долины, создана лесомелиоративная станция, сооружен летний зал отдыха «Радуга», построен дом культуры курорта, пансионат для курсовочных больных, новый рыбзавод (холодильник), 2 детских комбината, усилилось снабжение продовольственными и промышленными товарами города-курорта.
С 1963 года депутат Крымского областного Совета депутатов трудящихся 9-го, 10-го, 11-го, 12-го, 13-го, 14-го созывов.
26 июня 1973 — 12 февраля 1974 года председатель Симферопольского горисполкома, затем начальник областного управления «Мясорыбторга». Умер 7 февраля 1981 года.

## Награды
- Медаль «За оборону Кавказа» (1.05.1944)[1],
- Медаль «За оборону Москвы» (22.12.1944)[1],
- Медаль «За победу над Германией в Великой Отечественной войне 1941—1945 гг.» (9.05.1945)[1],
- Орден Отечественной войны II степени (6.05.1965)[1].
- Медаль «В ознаменование 100-летия со дня рождения Владимира Ильича Ленина» (1970)
- Орден «Знак Почёта».